# Supaul (huyện)
Huyện Supaul là một huyện thuộc bang Bihar, Ấn Độ. Thủ phủ huyện Supaul đóng ở Supaul. Huyện Supaul có diện tích 2410 ki lô mét vuông. Đến thời điểm năm 2001, huyện Supaul có dân số 1745069 người.